# Sekundærrute 461
De Sekundærrute 461 is een secundaire weg in Denemarken. De weg loopt van Gammel Rye via Østbirk naar Egebjerg. De Sekundærrute 461 loopt door Midden-Jutland en is ongeveer 24 kilometer lang.